# Herbert Langer
Herbert Josef Langer (* 29. April 1927 in Plahof, heute Homole u Panny; † 19. Oktober 2013 in Greifswald) war ein deutscher Historiker und ordentlicher Professor für Allgemeine Geschichte an der Universität Greifswald von 1973 bis 1992.

## Leben
1946/47 besuchte der in Folge des Zweiten Weltkriegs aus Böhmen Vertriebene einen Kurs für Lehrer am Putbusser Pädagogium und unterrichtete danach Geschichte und Musik an der Geschwister-Scholl-Oberschule. Ab 1956 bildete er sich zum Diplom-Lehrer an der Pädagogischen Hochschule Karl Liebknecht in Potsdam fort.
Das Historische Institut der Universität Greifswald konnte ihn als Assistenten gewinnen. Die beiden Hansehistoriker Johannes Schildhauer und Konrad Fritze betreuten seine Promotion A (= Dissertation) Wirtschaft und Politik in Stralsund von 1600 bis 1630 (1965, erschienen 1970). Anschließend begann er eine wissenschaftliche Karriere.
Langer wird zu den profiliertesten deutschen Kennern der Geschichte des Dreißigjährigen Krieges gezählt. Seine 1972 vollendete Promotion B (= Habilitation) wurde international bekannt unter dem Titel Hortus Bellicus. Der Dreißigjährige Krieg. Eine Kulturgeschichte (Erstausgabe 1978). Sie erschien in der DDR wie in Westdeutschland in mehreren Auflagen, aber auch in Schweden, Großbritannien und den USA in Übersetzung. Sie begründete sein wissenschaftliches Renommee und ist bis heute eine der wichtigsten Monographien zur Geschichte des Dreißigjährigen Krieges.
Nach der politischen Wende 1989 und der Deutschen Wiedervereinigung entschied sich Langer, seine Professur an der Universität Greifswald aufzugeben und in den Ruhestand zu gehen. Gleichwohl blieb er bis ins hohe Alter als Historiker aktiv. Langer war unter anderem Mitglied des wissenschaftlichen Beirates des Museums des Dreißigjährigen Krieges in Wittstock/Dosse.

## Schriften
- Drittes Kapitel von Geschichte der Stadt Stralsund. Veröffentlichungen des Stadtarchiv Stralsund, Band X. Verlag Hermann Böhlaus Nachfolger, Weimar 1984.

Monographien
- Stralsund 1600–1630. Eine Hansestadt in der Krise und im europäischen Konflikt. Weimar 1970.
- Hortus Bellicus. Der Dreißigjährige Krieg. Eine Kulturgeschichte. Leipzig 1978 (mehrere Auflagen in DDR, BRD, Schweden, GB und USA).
- 1648 – Der Westfälische Frieden. Pax Europaea und Neuordnung des Reiches. Berlin 1994.